# Mathew Ryan
Mathew David Ryan (Sydney, 8 de abril de 1992), é um futebolista australiano que atua como goleiro. Atualmente está sem clube.

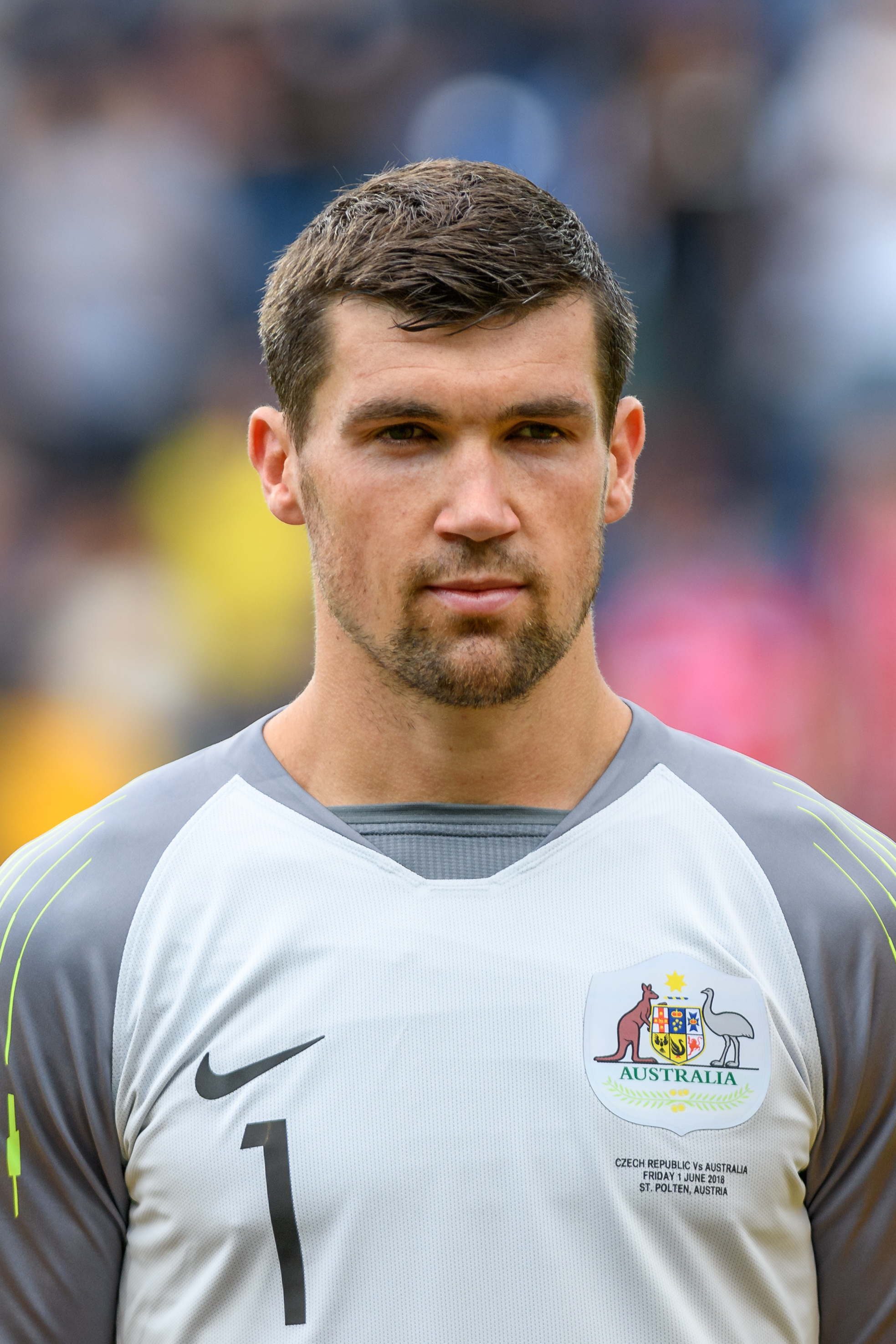
Ryan pela Seleção Australiana.

## Carreira
Em Julho de 2015 foi contratado pelo Valencia por seis temporadas.

## Seleção
Pela Seleção Australiana de Futebol começou a ter maior espaço após Mark Schwarzer ter aposentado da seleção em 2013. Foi o goleiro titular da seleção australiana na Copa do Mundo de 2014. Tem sido o principal guarda-redes australiano, desde então.

## Títulos

### Central Coast Mariners
- A-League: 2011–12
- A-League: 2013

### Brugge
- Copa da Bélgica: 2014–15

### Seleção Australiana
- Copa da Ásia: 2015